# Денисов, Михаил Игнатьевич
Михаил Игнатьевич Денисов (1914—2001) — Гвардии старшина Рабоче-крестьянской Красной Армии, участник Великой Отечественной войны, Герой Советского Союза (1944).

## Биография
Родился 13 января 1914 года в селе Щелкун Екатеринбургского уезда Пермской губернии (ныне — Сысертский городской округ Свердловской области) в крестьянской семье. Получил начальное образование, после чего работал сварщиком Свердловского завода «Уралмаш». В октябре 1937 года был призван на службу в РККА.
С мая 1942 года — на фронтах Великой Отечественной войны. Принимал участие в боях на Брянском, Сталинградском, Воронежском и 1-м Украинском фронтах, был ранен. В 1943 году учился в Ульяновском танковом училище. В его семью три раза приходили похоронки.
Участвовал в Курской битве. К октябрю 1943 года гвардии старший сержант Михаил Денисов был механиком-водителем танка «Т-34» 305-го танкового батальона 53-й гвардейской танковой бригады 6-го гвардейского танкового корпуса 3-й гвардейской танковой армии 1-го Украинского фронта. Отличился во время освобождения Украинской ССР.
В октябре 1943 года в ходе боёв за сёла Григоровка и Иваньково Каневского района Черкасской области манёвры Денисова способствовали успешному освобождению этих сёл. В бою за Иваньково он лично уничтожил около 10 немецких орудий с расчётами. 7 ноября 1943 года первым в своём подразделении ворвался в Фастов и уничтожил 6 артиллерийских орудий и 30 автомашин.
Указом Президиума Верховного Совета СССР от 3 июня 1944 года за «образцовое выполнение боевых заданий командования на фронте борьбы с немецкими захватчиками и проявленные при этом мужество и героизм» гвардии старший сержант Михаил Денисов был удостоен высокого звания Героя Советского Союза с вручением ордена Ленина и медали «Золотая Звезда» за номером 2323.
В сентябре 1945 года в звании старшины был демобилизован. Проживал в Свердловске, работал помощником начальника механического цеха завода «Уралмаш». С 1960 по 1970 годы жил и работал в Хадыженске Краснодарского края. Позднее переехал в Киев.
Скончался 3 июля 2001 года.

## Награды
- Герой Советского Союза [3]
- Орден Ленина
- Орден Отечественной войны I степени[4][5]
- Орден Отечественной войны II степени
- Орден Красной Звезды [6]
- Орден Красной Звезды
- Медаль Жукова[7]
- Медаль «В ознаменование 100-летия со дня рождения Владимира Ильича Ленина» (6 апреля 1970)
- Медаль «За победу над Германией в Великой Отечественной войне 1941—1945 гг.» (9 мая 1945[8])
- Юбилейная медаль «Двадцать лет Победы в Великой Отечественной войне 1941—1945 гг.» (7 мая 1965[9])
- Юбилейная медаль «Тридцать лет Победы в Великой Отечественной войне 1941—1945 гг.»[10]
- Медаль «Сорок лет Победы в Великой Отечественной войне 1941-1945 гг.»[11]
- Юбилейная медаль «50 лет Победы в Великой Отечественной войне 1941—1945 гг.»[12]
- Юбилейная медаль «60 лет Победы в Великой Отечественной войне 1941—1945 гг.»
- Медаль «Ветеран Вооружённых Сил СССР»
- Медаль «30 лет Советской Армии и Флота».[13]
- Юбилейная медаль «40 лет Вооружённых Сил СССР»[14]
- Юбилейная медаль «50 лет Вооружённых Сил СССР» (26 декабря 1967[15])
- Юбилейная медаль «60 лет Вооружённых Сил СССР» (28 января 1978[16])
- Юбилейная медаль «70 лет Вооружённых Сил СССР» (28 января 1988[17])
- Знак «Гвардия»
- Знак МО СССР «25 лет Победы в Великой Отечественной войне» (24 апреля 1970[1])

## Память

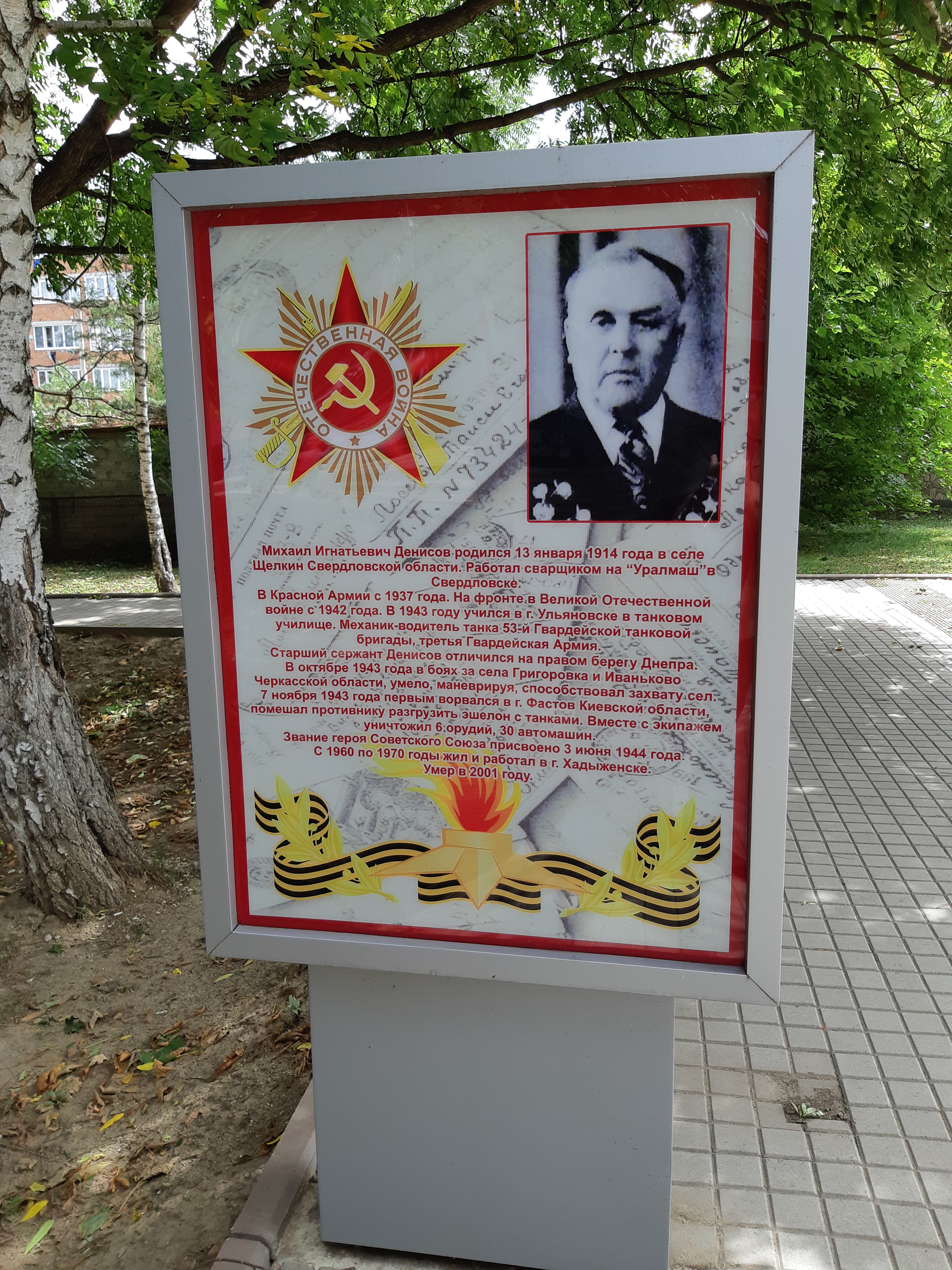
Денисов М. И. Герой Советского Союза

- Имя Героя высечено золотыми буквами в зале Славы Центрального музея Великой Отечественной войны в Парке Победы города Москвы
- На могиле установлен надгробный памятник
- В Апшеронске на Аллее Славы установлен Памятный знак.